# Donald George Romijn

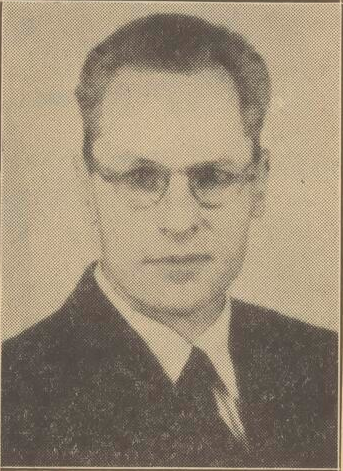
Ir. D.G. Romijn

Donald George Romijn (Den Haag 20 september 1903 - Voorschoten 19 juni 1997) was een Nederlands waterbouwkundige, werkzaam in Nederlands-Indië en Nederland. 

## Biografie
Hij was een zoon van Alexander George Romijn en  Donalda Louize Jung. Hij huwde op 26 april 1929 in Den Haag met  Anna Maria Poulowna Bruijnis.
Hij studeerde in 1927 af als civiel ingenieur aan de TH in Delft. Na zijn afstuderen werkte hij bij de Dienst der Zuiderzeewerken in Den Haag. Daarna werkte vanaf  1929 tot 1946 in Nederlands Oost-Indië bij de uitvoering van irrigatiewerken, standplaats Demak (10 km ten oosten van Semarang). Hij deed onderzoek naar stuwen, regelwerken en aflaatwerken in irrigatienetwerken. Hij was in  Nederlands Indië ook benoemd tot reserve luitenant. Naar hem is de Romijnstuw genoemd, alhoewel hij niet de uitvinder daarvan was.

### Politieke activiteiten
In 1934 werd hij lid van de net opgerichte NSB-afdeling Semarang, waarvan hij groepsleider werd. Hij is in 1935 geschorst, en later geroyeerd als lid van de NSB. Deze schorsing was veroorzaakt door onenigheid tussen de NSB-leider in Nederlands Indië (ir. Anton L. van der Laaken) en Romijn over het racistische standpunt van Van der Laaken (Van der Laaken was een Indo). In juli is er een gesprek met Mussert tijdens diens bezoek aan Nederlands-Indië over zijn schorsing als NSB-lid. Na dit gesprek, waarin het conflict niet opgelost is, is hij voor verlof naar Nederland vertrokken, in zomer 1936 komt hij weer terug. Overigens vertrok Van de Laaken ook in de zomer 1935 naar Nederland.
Hij is op 10 mei 1940 in Nederlands-Indië geïnterneerd en bij nadering van de Japanse strijdkrachten volgens het weekblad van de NSB in Nederland gedeporteerd naar Brits-Indië. Volgens andere bronnen zijn deze geïnterneerden gedeporteerd naar de “Jodensavanne” in Suriname en in 1946 weer naar Nederland gebracht. Het is niet duidelijk of Romijn bij deze groep hoorde, de titel van dossier “BJ.3242 D.G. Rojmijn geresp. Suriname” (nationaal archief: 2.10.37.02 archief van de Netherlands Forces Intelligence Service (NEFIS) wekt wel die indruk.

### Na de oorlog
Na terugkeer in Nederland kreeg hij een baan als docent en later adjunct directeur van de academie voor beeldende kunsten en technische wetenschappen in Rotterdam. In 1949 krijgt hij daarvoor onderwijsbevoegdheid. In 1957 werd hij adjunct-directeur van de HTS De Haag (ook daar onderdeel van de Koninklijke Academie van Beeldende Kunsten). In 1961 volgt hij ir. C.J. Heyligers op als directeur van de HTS in Haarlem. Dat blijft hij tot zijn pensioen in oktober 1968. Ter gelegenheid van de nieuwbouw verschijnt een interview met hem in het Haarlem’s dagblad. in de na-oorlogse periode houdt hij zich niet meer bezig met irrigatie maar met bouwconstructies, in het bijzonder met betonwerk. Samen met G.L. Ludolph schrijft hij na zijn pensionering het Technisch vademecum bouwkunde en weg- en waterbouwkunde en nog enige HTS-boeken over bouwconstructies.